# Élections municipales guyaniennes de 2023
Les élections municipales guyaniennes de 2023 ont lieu le 12 juin 2023 afin de renouveler les membres des conseils municipaux du Guyana. Initialement prévues pour fin 2021, les élections sont reportées une première fois d'un an en raison de la Pandémie de Covid-19, puis une seconde et troisième fois en raison des difficultés de la commission électorale (GECOM) à entreprendre la mise à jour des listes électorales,,.